# Марія Пуйманова
Марія Пуйманова (чеськ. Marie Pujmanová, також Марія Геннерова; 8 червня 1893, Прага – 19 квітня 1958, Прага) – чеська письменниця та журналістка, народна письменниця ЧСР (з 1953).  П’ятиразова лауреатка чеської Державної премії ім. Ґотвальда. 

## Життя
Народилася у родині професора права Карлового університету Каміла Геннера (1861–1928). Її брат, також Каміл Геннер (1895–1967), був відомим неврологом. Сестра Анна Геннерова (померла 1920) вийшла заміж за празького драматурга Яна Бартоша. 
Через стан здоров’я була змушена здобувати освіту приватно. Її вчителем був чеський журналіст та критик Франтішек Ксав’єр Шальда. Після шлюбу з Властиславом Затком у 1912 році проживала в Чеських Будейовицях. Шлюб закінчився розлученням після її нервової хвороби.
Вдруге вийшла заміж за Фердинанда Пуймана у 1919 році. У шлюбі народилося двоє синів: вчений-натураліст Войтех Пуйман (1921–1986) та письменник Петр Пуйман (1929–1989).
Багато подорожувала Чехією (з 1921 року постійно літувала в Орлицьких горах) та за кордоном (Італія, Відень, Берлін, Париж, Амстердам, Варшава, балтійські країни). Кілька разів відвідувала Радянський Союз, і ці поїздки мали значний вплив на її світогляд.
На рубежі 1920–1930-х років її світогляд почав змінюватися – вона відійшла від християнського соціалізму та розірвала зв’язки з патріотично налаштованою інтелігенцією, з якої походила. Починаючи з 1930-х років присвятила себе питанням робочого класу. У 1932 році підтримала страйк шахтарів у Мості. 
Такі ідеологічні зміни були зумовлені впливом важких наслідків економічної кризи, знайомством з комуністичними інтелектуалами (Бедржіх Вацлавек, Юліус Фучик) і подорожами до СРСР, після яких вона написала книгу репортажів «Погляд на нову країну» (з чес. «Pohled do nové země», 1932), що засвідчила її зближення з комуністичною ідеологією. 

## Комуністична діяльність
У 1946 році вона долучилася до Комуністичної партії Чехословаччини (KSČ) і стала членом літературного відділу Чехословацької академії наук і мистецтв. Перед вступом до партії написала передвиборчу пропагандистську публікацію «Моє ставлення до КПЧ» (з чес. «Můj poměr ke KSČ»). У 1948 році підписала заяву прокомуністичної інтелігенції «Вперед, ні кроку назад!» (з чес. «Kupředu, zpátky ni krok!»), опубліковану 25 лютого на підтримку комуністичного перевороту. З 3 березня 1948 року  входила до культурного відділу Центрального комітету з питань кіно, обіймала інші керівні посади. На І з’їзді Спілки чехословацьких письменників (4–6 березня 1949 року) була обрана членом її Центрального комітету, очолюваного Яном Дрдою. Залишалася на посаді до квітня 1956 року.
Після 1948 року підтримувала мистецький курс на соціалістичний реалізм і брала активну участь у суспільному та політичному житті країни. У 1950-х роках була однією з провідних пропагандисток політичних процесів, відкрито закликаючи до найсуворіших покарань для «зрадників режиму». Зокрема, їй зараховують вислів: «Собаці — собача смерть!» (з чес. «Psovi psí smrt!») озвучений на процесі проти Рудольфа Сланського. Здебільшого дослідники вважають, що гасло в перший день суду використав поет Іван Скала. Водночас вона доклала значних зусиль, щоб звільнити свого сина Петра від покарання за його спробу втечі за кордон разом з групою однодумців.
За свою діяльність отримала низку нагород від комуністичного режиму. У 1951 році вона була відзначена Державною премією імені Клемента Ґотвальда вперше, у 1953 році отримала звання народної діячки мистецтв.
У складі офіційних делегацій вона неодноразово відвідувала Радянський Союз, а також побувала в Болгарії, Польщі, Британії, Китаї та Індії.
З 1956 року почала страждати від наслідків запалення легень. Померла 19 травня 1958 року в Празі. Похована на Вишеградському кладовищі.

## Журналістська діяльність
Від 1917 року працювала в журналістиці, спочатку в часописах Lípa та Kmen. З квітня по вересень 1920 року вела культурну рубрику в щоденній газеті Národní politika. Після короткого проживання у Брні (де Фердинанд Пуйман став режисером місцевого оперного театру) співпрацювала з газетою Tribuna до 1928 року. Також була співробітницею газети Rúdé právo, Literární noviny, Lidové noviny, Český slova, Přítomnosti тощо. 

## Творчість
Початок її творчості припав на період імпресіонізму. Її натхненниками у той час був драматург Фратішек Ксав’єр Шальда та письменниця Ружена Свободова. Пізніше, через зміни в особистих поглядах письменниці, її твори були написані під значним впливом соціалістичної ідеології. У той період собливе враження на неї справила історія та творчість Юліуса Фучика.
Дебютувала у 1910 році прозовими творами, використовуючи псевдонім Ольга Нерська (з чес. Olga Nerská). Наприкінці 1910-х років вона почала публікувати також літературну критику, публіцистику, театральні рецензії, а згодом — вірші та подорожні нариси. Її роботи з’являлися в таких газетах і журналах, як Lípa, Kmen, Jeviště, Most, Lidové noviny, Lidská práva, Rudé právo та багатьох інших. Після 1945 року вона активно співпрацювала з новими провладними виданнями.
Багатьом її творам притаманний психологізм, складні життєві обставини, моральні та етичні проблеми. Після 1948 року творила в дусі соціалістичного реалізму, що поступово нівелювало літературну цінність її пізньої творчості. 

### Проза
- Pod křídly (1917) – розповідає про дитинство емоційної дівчинки, присутні автобіографічні елементи
- Povídky z městského sadu (1920) – реакція на Першу світову війну
- Pacientka doktora Hegla (1931) – роман, розповідь про життя молодої дівчини Карли, яка закохується в одруженого лікаря, який врятував їй життя

- Трилогія романів
  - Lidé na křižovatce (1937) – дія роману відбувається на виробництві, присутні алюзії на підприємця Яна Батю
  - Hra s ohněm (1948) – політичний роман у якому розповідається про період від початку нацизму в Німеччині до окупації Чехії
  - Život proti smrti (1952) – розповідає про долі головних героїв двох попередніх романів наприкінці війни. Державна нагорода у 1953 році [3]

- Předtucha (1942) – новела
- Svítání (1949) – збірка оповідань, основні теми якої дитинство і юність:
  - Za časů císaře pána
  - Čerti s ním šijí
  - Včera a dnes

- Sestra Alena (1958) –  оповідання про молоду медсестру, яка закохується у свого пацієнта
- Modré Vánoce (1958)

### Поезія
- Zpěvník (1939)
- Verše Mateřské (1940)
- Rafael a Satelit (1944)
- Radost i žal (1945)
- Vyznání lásky (1949)
- Milióny holubiček (1950) разом з твором Vyznání lásky отримала державну премію у 1951.[3]
- Čínský úsměv (1954)
- Praha (1954) – державна премія у 1955.[3]
- Marie Curieová (1957)
- Básně (1958) – колективне видання збірок
- Zpěv o Praze, ten nikdy nedozní (1959) – бібліографія

ЇЇ твори перекладені багатьма іноземними мовами. Українською мовою перекладено наступні оповідання:  
- На будівництві: оповідання / пер. М. Точаній // Вітчизна, 1956. №5. с. 27-31
- Празькі пахощі: вірш / пер. Т. Масенко // Вітчизна, 1956. №5. с. 108-109.